# Lijst van Pruisische ministers van Oorlog
Dit is een lijst van ministers van Oorlog van Pruisen.
- 1808-1810: Gerhard von Scharnhorst
- 1810-1813: Karl Georg Albrecht Ernst von Hake
- 1814-1819: Hermann von Boyen
- 1819-1833: Karl Georg Albrecht Ernst von Hake
- 1833-1837: Job von Witzleben
- 1837-1841: Gustav von Rauch
- 1841-1847: Hermann von Boyen
- 1847-1848: Ferdinand von Rohr
- 1848: Karl von Reyher
- 1848: August Wilhelm von Kanitz
- 1848: Ludwig Roth von Schreckenstein
- 1848: Ernst von Pfuel
- 1848-1850: Karl von Strotha
- 1850-1851: August von Stockhausen
- 1851-1854: Eduard von Bonin
- 1854-1858: Friedrich von Waldersee
- 1858-1859: Eduard von Bonin
- 1859-1873: Albrecht von Roon
- 1873-1883: Georg von Kameke
- 1883-1889: Paul Bronsart von Schellendorf
- 1889-1890: Julius von Verdy du Vernois
- 1890-1893: Hans von Kaltenborn-Stachau
- 1893-1896: Walther Bronsart von Schellendorf
- 1896-1903: Heinrich von Goßler
- 1903-1909: Karl von Einem
- 1909-1913: Josias von Heeringen
- 1913-1915: Erich von Falkenhayn
- 1915-1916: Adolf Wild von Hohenborn
- 1916-1918: Hermann von Stein
- 1918: Heinrich Scheuch
- 1919: Walther Reinhardt